# Latifundi

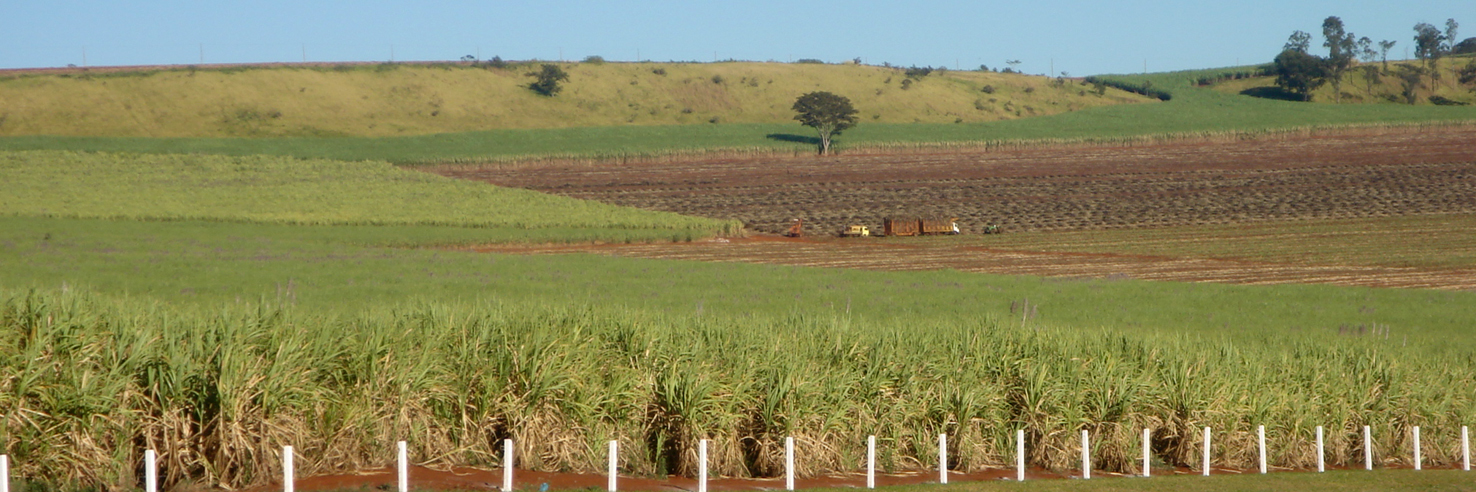
Imatge d'un latifundi de grans dimensions al Brasil.

Un latifundi (del llatí latifundĭum) és una explotació agrària de grans dimensions. L'extensió necessària per a considerar una explotació latifundista depén del context: a Europa un latifundi pot ser de centenars d'hectàrees, mentre que a Amèrica Llatina pot superar fàcilment les deu mil.
En termes de propietat, és equivalent a una gran propietat agrària, encara que propietat i explotació no coincideixen forçosament: una explotació pot constituir-se amb diverses propietats de propietaris diferents (per arrendament, cooperativa o un altre tipus de cessió o associació) i una propietat pot estar dividida en diverses parcel·les, així com ser explotada per diferents empresaris agrícoles, tant de manera directa (pel propietari, encara que atesa la grandària per força haurà de fer-ho mitjançant mà d'obra assalariada -jornalers-) o indirecta (per arrendataris).
En l'ús habitual del terme en l'època contemporània, molt carregat de trets pejoratius, s'entén els latifundis com a caracteritzats per un ús ineficient dels recursos disponibles, encara que això no sempre resulta així, car també existeixen (a Amèrica Llatina, per exemple), explotacions de grans dimensions que constitueixen models d'eficiència productiva. És necessari assenyalar que no sempre els conceptes d'explotació i propietat van de la mà: una explotació de grans dimensions pot consistir en diverses propietats de diferents propietaris (siga per cooperativa, arrendament o una altra classe d'associació o cessió), de manera que no es podria considerar com un vertader latifundi.
A part de l'extensió, existeixen altres elements característics del que es coneix com a latifundisme: baixos rendiments unitaris, utilització de la terra per davall del seu nivell de màxima explotació, baixa capitalització, baix nivell tecnològic, mà d'obra emprada en condicions precàries i, en conseqüència, amb baix nivell de vida. El latifundisme ha sigut tradicionalment una font d'inestabilitat social, excepte en les àrees de nou desenvolupament (agricultura pionera) on escasseja la mà d'obra. Per a solucionar els problemes originats pels latifundis, s'han provat diverses fórmules, dependents del tipus de govern en el qual es trobaven: des del canvi d'estructura de la propietat (reforma agrària), amb expropiacions incloses, fins a la modernització de l'explotació (agricultura de mercat).
Els latifundis es van formar per causes històriques, especialment coincidint amb conquestes militars i colonitzacions (durant la formació de l'Imperi Romà, les invasions germàniques, la Reconquesta espanyola, la colonització europea d'Amèrica dels segles xvi-xviii...) o amb canvis polítics i socioeconòmics (durant la feudalització de l'Europa oriental dels segles xiv al xviii, els enclosures britànics dels segles xviii i xix, les desamortitzacions espanyoles del segle xix, la col·lectivització de la propietat de la Unió Soviètica, etc.).
Les característiques físiques del terreny (planes, valls, muntanyes) també van tenir molta d'importància en el desenvolupament i la limitació del latifundisme. Per motius evidents, el latifundisme s'adapta millor a les zones de plana que a les de muntanya, on històricament sempre ha predominat el minifundisme per les dificultats que presenta el relleu.